# Dřevěná horská dráha

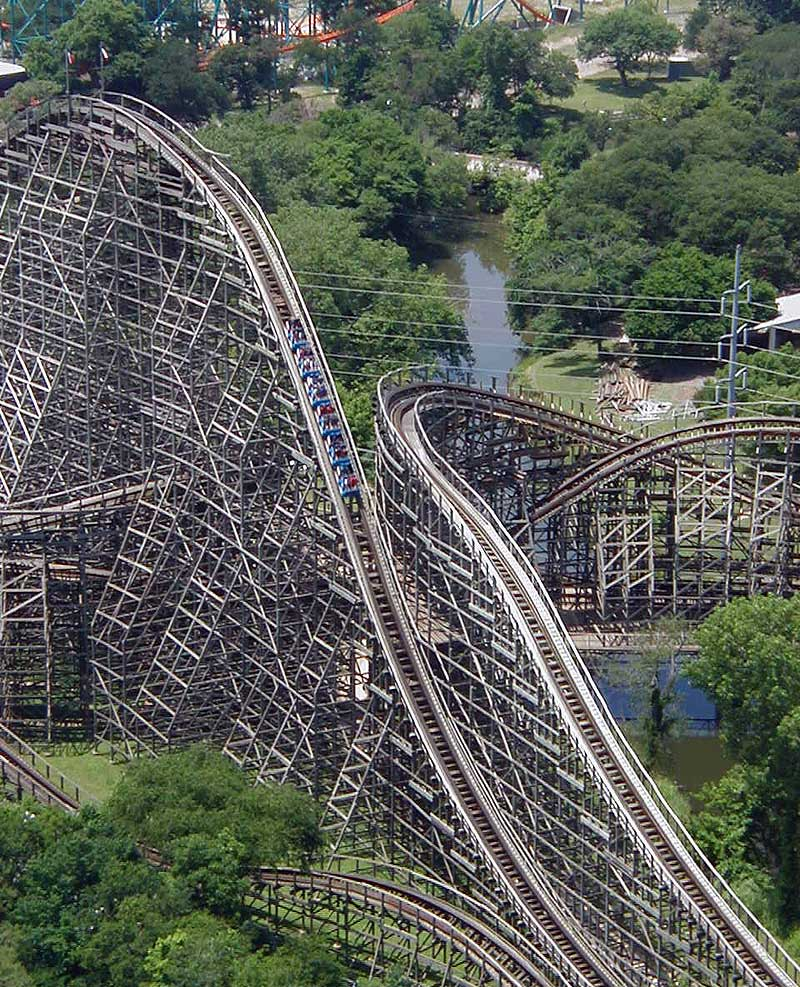
The Texas Giant, dřevěná horská dráha v zábavním parku Six Flags Over Texas v Arlingtonu, Texas, USA

Dřevěná horská dráha byla prvním typem horské dráhy na světě. Vyznačuje se velkými a častými výjezdy a sjezdy a pochopitelně stavebním materiálem – dřevem.
Nejznámější je asi The Cyclone na Coney Islandu v New Yorku (USA) otevřená v roce 1927. Son of Beast v Kings Island v Ohiu (USA) byla jedinou dřevěnou horskou dráhou se smyčkou (loopingem) – v roce 2006 však byla odstraněna kvůli nehodě. Známou dřevěnou horskou dráhu je též El Toro v zábavním parku Six Flags Great Adventure v Jacksonu v New Jersey (USA), otevřená v roce 2006.